# التحضيرات لغزو العراق 2003
بدأ غزو العراق عام 2003 في 20 مارس/آذار. في 18 مارس/آذار، حدد الرئيس الأمريكي جورج دبليو بوش موعدًا نهائيًا لحاكم العراق، صدام حسين، وابنيه، عدي وقصي، لمغادرة البلاد وإلا واجهوا تحركاً عسكريًا. وبحلول موعد الإنذار، كانت الاستعدادات السياسية والعسكرية للغزو قد قطعت شوطًا كبيرًا.
كانت خطط تأمين المدن العراقية بعد الغزو، وإعادة بناء البنية التحتية، وتحويل البلاد إلى حكومة ما بعد الحرب - أي خطط "لإحلال السلام" - إما معدومة أو غير كافية على الإطلاق. وقد سمح غياب خطة أمنية لما بعد الغزو بانتشار أعمال النهب والتمرد العنيف الذي أعقب الغزو مباشرةً. وقد تسبب النهب في "ضرر أكبر بكثير للبنية التحتية العراقية من حملة القصف"، وأوحى للمتمردين بأن الجيش الأمريكي كان عرضة للخطر. وكتب المفتش العام الخاص لإعادة إعمار العراق: "لم يكن هناك تخطيط منهجي كافٍ لإدارة رأس المال البشري في العراق قبل وأثناء عمليات الاستقرار وإعادة الإعمار التي قادتها الولايات المتحدة".
علّق وزير الدفاع البريطاني السابق جيف هون على هذه القضية عام 2007 قائلاً: "كان هناك قدر هائل من التخطيط لما بعد الحرب. إنه من الأمور التي لم تُعر الصحف اهتمامًا كبيرًا. أعترف، وقد صرّحتُ بذلك علنًا، بأننا ربما لم نتوقع تمامًا أنواع المشاكل التي كنا سنواجهها. أعتقد أننا ظننا أنه بسبب كره الشعب العراقي لصدام حسين، سيخرجون ببساطة إلى الشوارع وسيكون كل شيء على ما يرام... لا أعتقد أننا قدّرنا تمامًا مدى سيطرة أتباع صدام على المجتمع العراقي... لذا، فإن نوع الأمور التي كنا نخطط لها، مع الاستفادة من الإدراك المتأخر، ربما لم تكن الأمور الصحيحة تمامًا. لكنها كانت الأمور الصحيحة من حيث المشاكل التي توقعناها، وهي نقص الغذاء والماء. ربما لم نُقدّر تمامًا، كما أقول، قسوة بعض أتباع صدام."

## الاستعدادات السياسية
بدأ التحضير السياسي للحرب بجدية خلال فترة عمليات تفتيش الأسلحة في العراق خلال شتاء 2002-2003، والتي نفذها فريق بقيادة هانز بليكس ، بموجب قرار مجلس الأمن التابع للأمم المتحدة رقم 1441. أبقت الولايات المتحدة وحلفاؤها الرئيسيون، المملكة المتحدة وإسبانيا والبرتغال، على موقف متشكك بشأن نتائج عمليات التفتيش. وتحت ضغط من وزير خارجيته، كولن باول، وحليفته الرئيسية، المملكة المتحدة، قرر الرئيس بوش السعي للحصول على دعم الأمم المتحدة للغزو. وفي النهاية، صيغَ ما يسمى بـ"القرار الثاني" (الأول هو القرار 1441) وقُدم إلى مجلس الأمن التابع للأمم المتحدة. كان قرارًا صارمًا، إذ دعا إلى الامتثال الفوري للقرارات السابقة التي تشترط نزع السلاح، وحدد مهلة عشرة أيام للامتثال. اعتبره النقاد إنذارًا نهائيًا غير واقعي يهدف إلى منح الولايات المتحدة ذريعة للحرب، ولقي معارضة كبيرة في مجلس الأمن، من بين المعارضين الدول دائمة العضوية، فرنسا والصين وألمانيا. بعد فترة من الدبلوماسية المكثفة، التقى الرئيس بوش بنظرائه البريطاني والإسباني والبرتغالي، رئيس الوزراء توني بلير ، ورئيس الوزراء خوسيه ماريا أثنار، ورئيس الوزراء خوسيه مانويل باروسو، في جزر الأزور بالبرتغال يومي 15 و16 مارس/آذار. وأعلن بوش، مُعلنًا "فشل الدبلوماسية"، نيته إسقاط القرار المقترح. لاحقًا، اتهمت كلٌّ من الولايات المتحدة والمملكة المتحدة فرنسا بعرقلة المفاوضات فعليًا من خلال التهديد باستخدام حق النقض (الفيتو) ضد القرار المقترح "مهما كانت الظروف"، لكن فرنسا أصرت على أن موقفها قد أُسيء فهمه عمدًا. وفي غياب "القرار الثاني"، أعلنت الولايات المتحدة نيتها مهاجمة العراق حتى لو لم يتنحَّ صدام حسين عن الحكم.
استند مبرر الولايات المتحدة للحرب على عدة حجج. أولًا، زعمت أن العراق يمتلك أسلحة دمار شامل، وادعت أنه قد يكون مستعدًا لتزويد الإرهابيين بها. ثانيًا، اتهمت العراق بدعم الإرهاب، لا سيما من خلال دفع أموال لعائلات الانتحاريين الفلسطينيين. وبهذه الطريقة، زعمت الولايات المتحدة أن العراق يُمثل تهديدًا لها الحق في إزالته، واصفةً ذلك بتفسير جديد لمبدأ الدفاع عن النفس. ثالثًا، ذكرت أن الولايات المتحدة مُبررة قانونيًا في اتخاذ إجراء عسكري بموجب قرارات الأمم المتحدة السابقة، وأبرزها القرار 1441، الذي نص على أن "عواقب وخيمة" ستترتب على عدم نزع سلاح العراق.

## روابط خارجية
- كان ينبغي استمرار التحقيق في الأسلحة العراقية - بليكس . 18 مارس 2003. مركز أنباء الأمم المتحدة.
- "الاستعدادات لحرب العراق". 2007. www.InDepthInfo.com
- ريتشارد، شيري (مارس 2003). "الاستعداد للحرب" . مجلة مراجعة الصحافة الأمريكية[الإنجليزية].